# 村田安穂
村田 安穂（むらた やすお、1934年4月1日 - 2020年9月9日）は、日本の歴史学者。専門は日本近代史。早稲田大学名誉教授。

## 略歴
1934年、埼玉県熊谷市生まれ。1971年、早稲田大学大学院文学研究科博士課程史学専攻単位取得退学。早稲田大学教育学部教授。2003年、名誉教授。2020年9月9日死去。86歳没。

## 業績
明治時代初期の神仏分離や廃仏毀釈の地方における動向を『皇告地誌』などから分析し、明らかとした。

## 著書
- 『神仏分離の地方的展開』吉川弘文館 1999

## 共編著
- 『キリシタンと鎖国』（助野健太郎との共著）桜楓社 1971
- 『歴史教育とその周辺 熊谷幸次郎先生古稀記念歴史教育論集』（浅香勝輔共編著）法律文化社 1981